# モルヴィッツの戦いにおける戦闘序列

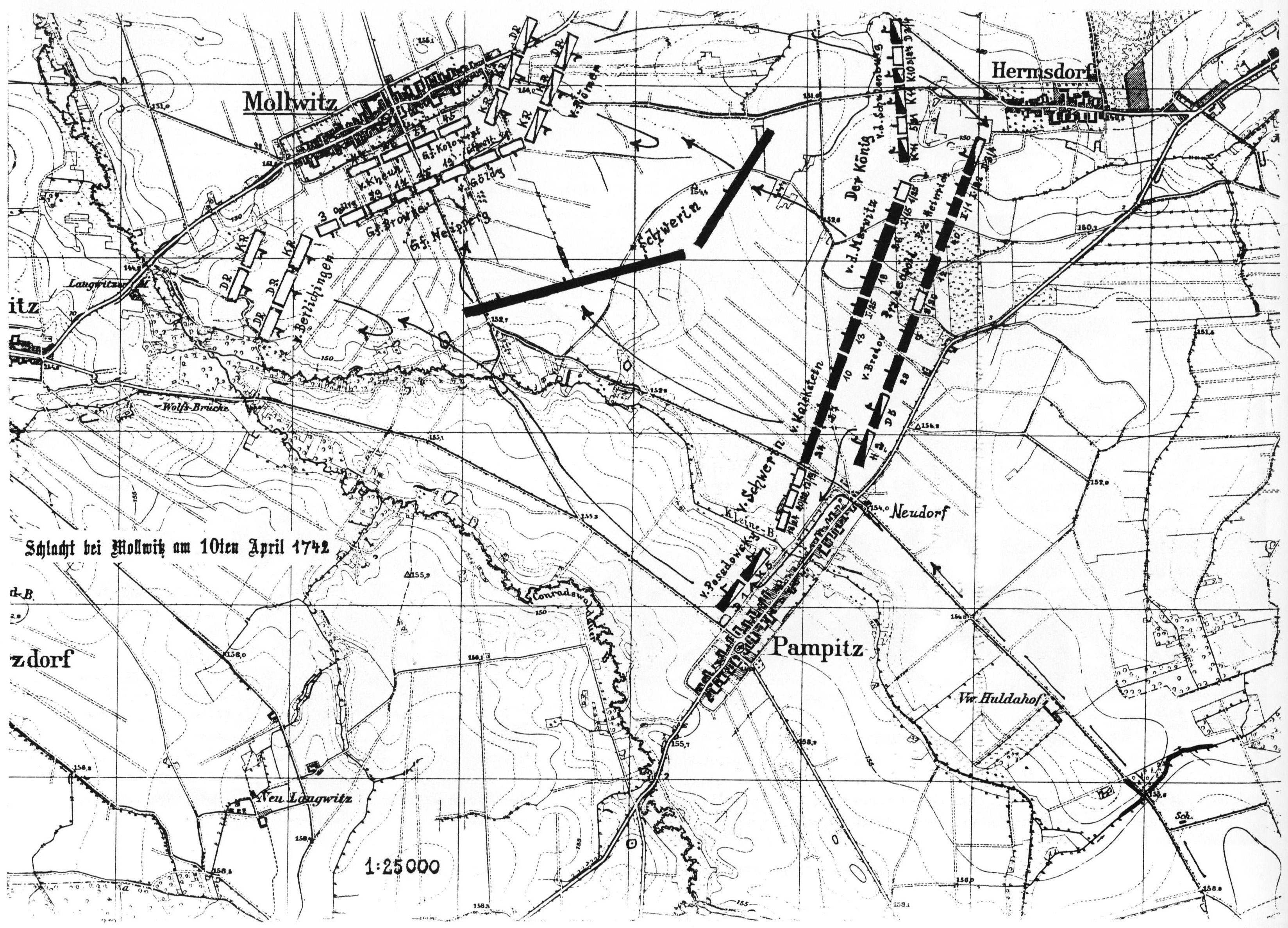

モルヴィッツの戦いにおける戦闘序列。

## 戦闘序列

### オーストリア軍戦闘序列

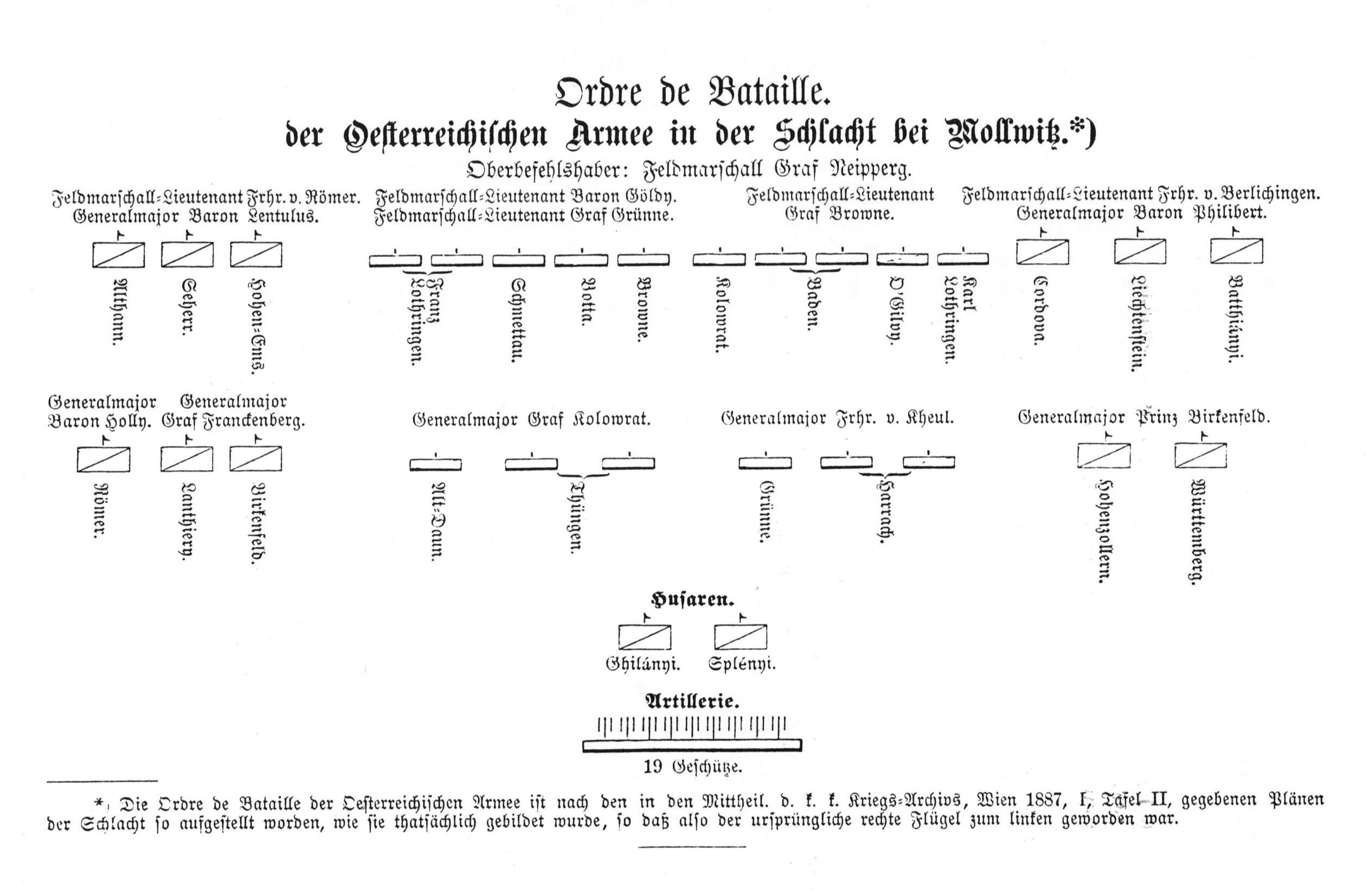
オーストリア軍戦闘序列

総指揮：ヴィルヘルム・ラインハルト・フォン・ナイペルク元帥
- 左翼騎兵軍団：カール・ヨアヒム・フォン・レーマー中将
  - 第一戦列
    - レントゥルス旅団：ツェーザル・ヨーゼフ・フォン・レントゥルス少将
      - 第1竜騎兵連隊（アルトハン竜騎兵）
      - 第12胸甲騎兵連隊（ゼーアー胸甲騎兵）
      - 第4胸甲騎兵連隊（ホーエネムス胸甲騎兵）

  - 第二戦列
    - ホリュ旅団：ヨーハン・ヨーゼフ・フォン・ホリュ少将
      - 第37竜騎兵連隊（レーマー竜騎兵）

    - フランケンベルク旅団：フランケンベルク少将[1]
      - 第25胸甲騎兵連隊（ランティーリ胸甲騎兵）
      - 第23胸甲騎兵連隊（ビルケンフェルト胸甲騎兵）

- 中央歩兵軍団
  - 第一戦列
    - ゲルデュ旅団：ペーター・フォン・ゲルデュ中将、ニコラ・フォン・グリュネ中将
      - 第1歩兵連隊（フランツ・ロートリンゲン連隊）/2個大隊
      - シュメッタウ歩兵連隊（連隊番号なし）/1個大隊
      - 第12歩兵連隊（ボッタ・アドルノ連隊）/1個大隊
      - 第36歩兵連隊（ブラウン連隊）/1個大隊

    - ブラウン旅団：マクシミリアン・ユリシーズ・フォン・ブラウン中将
      - 第17歩兵連隊（コロヴラート連隊）/1個大隊
      - 第23歩兵連隊（バーデン＝バーデン連隊）/2個大隊
      - オギルヴィ歩兵連隊（連隊番号なし）/1個大隊
      - 第3歩兵連隊（カール・ロートリンゲン連隊）/1個大隊

  - 第二戦列
    - コロヴラート旅団：コロヴラート少将[1]
      - 第45歩兵連隊（アルト＝ダウン連隊）/1個大隊
      - 第57歩兵連隊（テューンゲン連隊）/2個大隊

    - コイル旅団：カール・グスタフ・フォン・コイル少将
      - 第26歩兵連隊（グリュネ連隊）/1個大隊
      - 第47歩兵連隊（ハラッハ連隊）/2個大隊

- 右翼騎兵軍団：ヨハン・フリードリヒ・フォン・ベルリヒンゲン中将
  - 第一戦列
    - フィリベルト旅団：フィリップ・フォン・フィリベルト少将
      - 第14胸甲騎兵連隊（コルドゥア胸甲騎兵）
      - 第6竜騎兵連隊（リヒテンシュタイン竜騎兵）
      - 第7竜騎兵連隊（バッチャーニ竜騎兵）

  - 第二戦列
    - プリンツ・ビルケンフェルト旅団：プリンツ・ビルケンフェルト少将[1]
      - 第3胸甲騎兵連隊（ホーエンツォレルン＝ヘヒンゲン胸甲騎兵）
      - 第38竜騎兵連隊（ヴュルテンベルク竜騎兵）

- フザール（前衛）
  - ギラニ軽騎兵連隊（連隊番号なし）
  - シュプレニ軽騎兵連隊（連隊番号なし）

- 砲 19門

### プロイセン軍戦闘序列

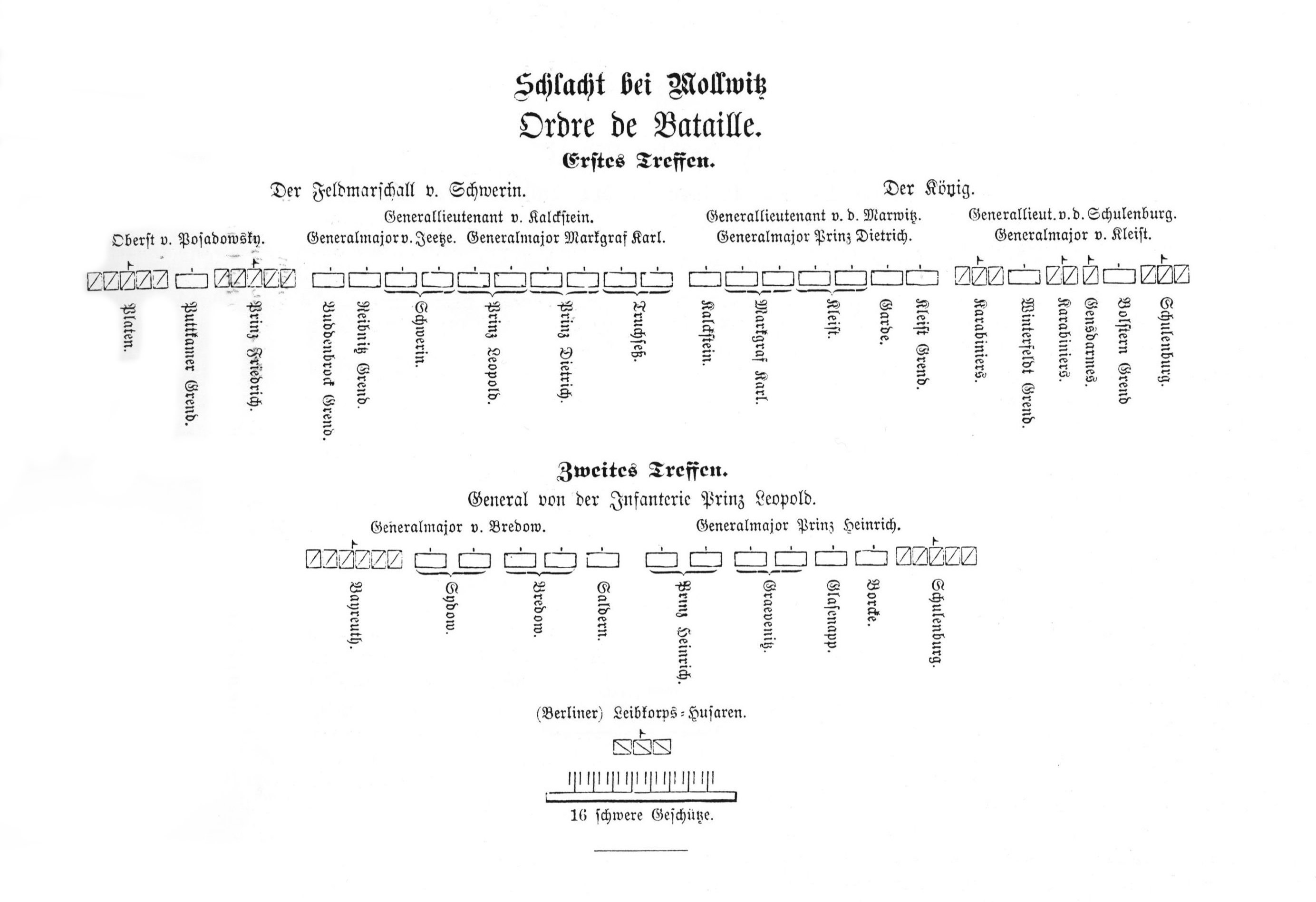
プロイセン軍戦闘序列

総指揮：フリードリヒ大王、クルト・クリストフ・フォン・シュヴェリーン元帥
- 第一戦列左翼：クルト・クリストフ・フォン・シュヴェリーン元帥
  - 左翼騎兵軍団：カール・フリードリヒ・フォン・ポサドフスキー大佐
    - 第一戦列
      - 第1竜騎兵連隊（プラテン竜騎兵）/5個中隊
      - 第5胸甲騎兵連隊（プリンツ・フリードリヒまたはフリードリヒ辺境伯胸甲騎兵）/5個中隊

    - 第二戦列
      - 第5竜騎兵連隊（バイロイト竜騎兵）/6個中隊

  - 左翼歩兵軍団：クリストフ・ヴィルヘルム・フォン・カルクシュタイン中将
    - イェーツェ旅団：ヨアヒム・クリストフ・フリードリヒ・フォン・イェーツェ少将
      - プットカマー擲弾兵大隊（第12連隊/第24連隊）、戦場進入時は左翼騎兵第一戦列に配置
      - ブッデンブローク擲弾兵大隊（第20連隊/第22連隊）
      - リープニッツ擲弾兵大隊（第13連隊/第19連隊）
      - 第24歩兵連隊（シュヴェリーンまたはアルト＝シュヴェリーン連隊）/2個大隊

    - カール辺境伯旅団：ブランデンブルク＝シュヴェート辺境伯カール・フリードリヒ・アルブレヒト少将
      - 第27歩兵連隊（プリンツ・レオポルト連隊）/2個大隊
      - 第10歩兵連隊（プリンツ・ディートリヒまたはアンハルト＝デッサウ連隊）/2個大隊、第一戦列から溢れて戦列間を繋ぐ
      - 第13歩兵連隊（トルークセス連隊）/2個大隊

- 第一戦列右翼：フリードリヒ大王
  - 右翼歩兵軍団：ハインリヒ・カール・フォン・デア・マルヴィッツ中将
    - プリンツ・ディートリヒ旅団：ディートリヒ・フォン・アンハルト＝デッサウ少将
      - 第25歩兵連隊（カルクシュタイン連隊）/第1大隊
      - 第19歩兵連隊（カール辺境伯連隊）/2個大隊
      - 第26歩兵連隊（クライスト連隊）/2個大隊
      - 第15歩兵連隊（近衛連隊）/第1大隊または近衛大隊
      - クライスト擲弾兵大隊（第1連隊/第25連隊）

    - クライスト旅団：ヘニング・アレクサンダー・フォン・クライスト少将、右翼騎兵第一戦列内に分けて配置
      - ヴィンターフェルト擲弾兵大隊（第5連隊/第21連隊）
      - ボルシュテルン擲弾兵大隊（第3連隊/第22連隊）

  - 右翼騎兵軍団：アドルフ・フリードリヒ・フォン・デア・シューレンブルク中将
    - 第一戦列
      - 第11胸甲騎兵連隊（カラビニーア）/5個中隊、ヴィンターフェルト擲弾兵大隊を間に入れて分割配置
      - 第10胸甲騎兵連隊（ジャンダルム）/1個中隊
      - 第3竜騎兵連隊（シューレンブルク竜騎兵）/内 3個中隊

    - 第二戦列
      - 第3竜騎兵連隊/内 5個中隊

- 第二戦列：レオポルト2世・フォン・アンハルト＝デッサウ歩兵大将
  - ブレドウ旅団：カール・ヴィルヘルム・フォン・ブレドウ少将
    - 第23歩兵連隊（ズュドウ連隊）/2個大隊
    - 第7歩兵連隊（ブレドウ連隊）/2個大隊
    - ザルデルン擲弾兵大隊（第8連隊/第36連隊）

  - プリンツ・ハインリヒ旅団：ブランデンブルク＝シュヴェート辺境伯ハインリヒ・フリードリヒ少将
    - 第12歩兵連隊（プリンツ・ハインリヒまたはハインリヒ辺境伯連隊）/2個大隊
    - 第40歩兵連隊（グラエヴェニッツ連隊）/2個大隊
    - 第1歩兵連隊（グラーゼナップ連隊）/第2大隊
    - 第22歩兵連隊（ボルケまたはアルト＝ボルケ連隊）/第1大隊

- フザール
  - 第2軽騎兵連隊（ツィーテンフザールまたは親衛軽騎兵）/3個中隊、左翼騎兵第二戦列に位置

- 重砲 16門（大隊砲含まず）